# Maurer Schubertpark

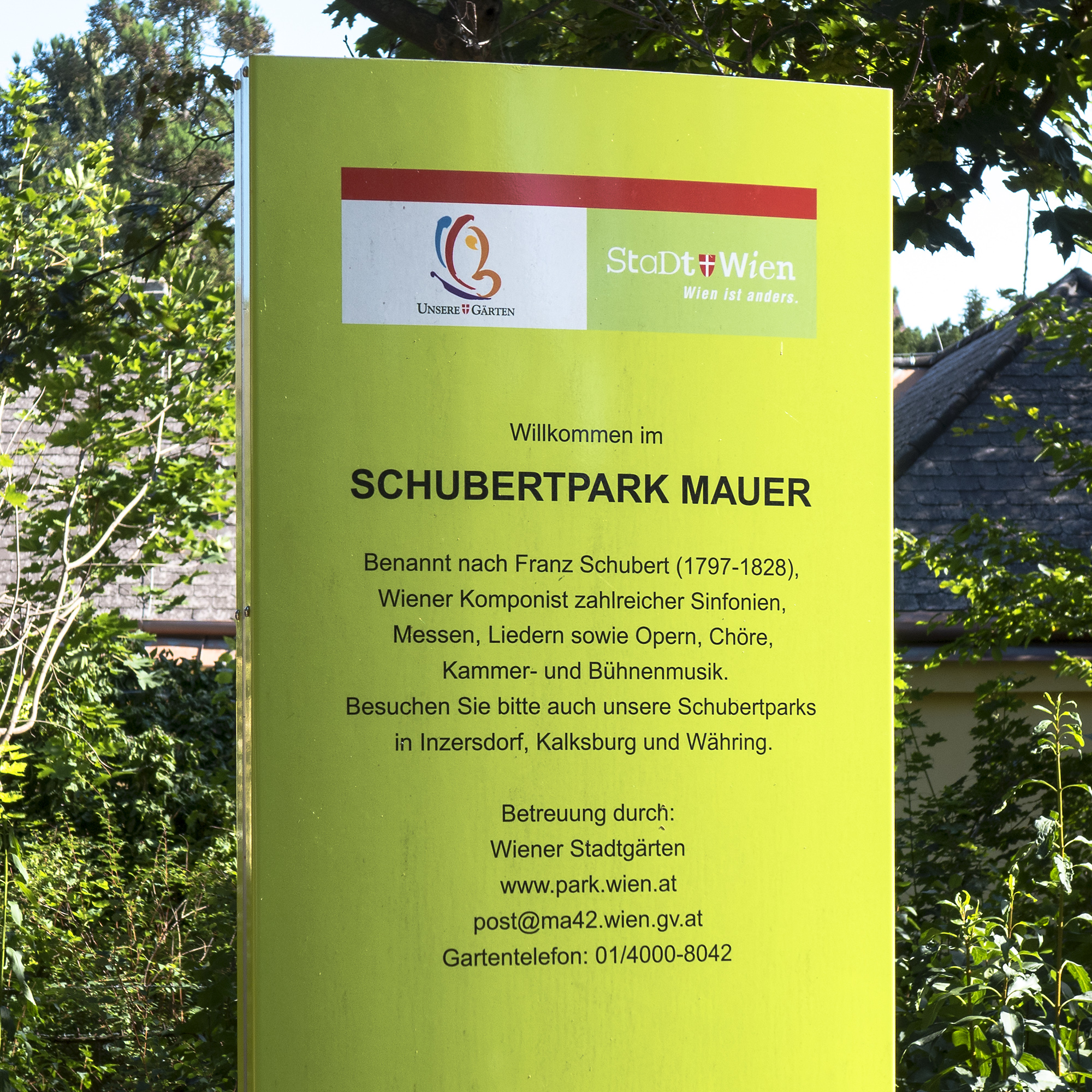
Namenstafel am Maurer Schubertpark

Der Maurer Schubertpark ist ein Wiener Park im 23. Bezirk, Liesing.

## Beschreibung

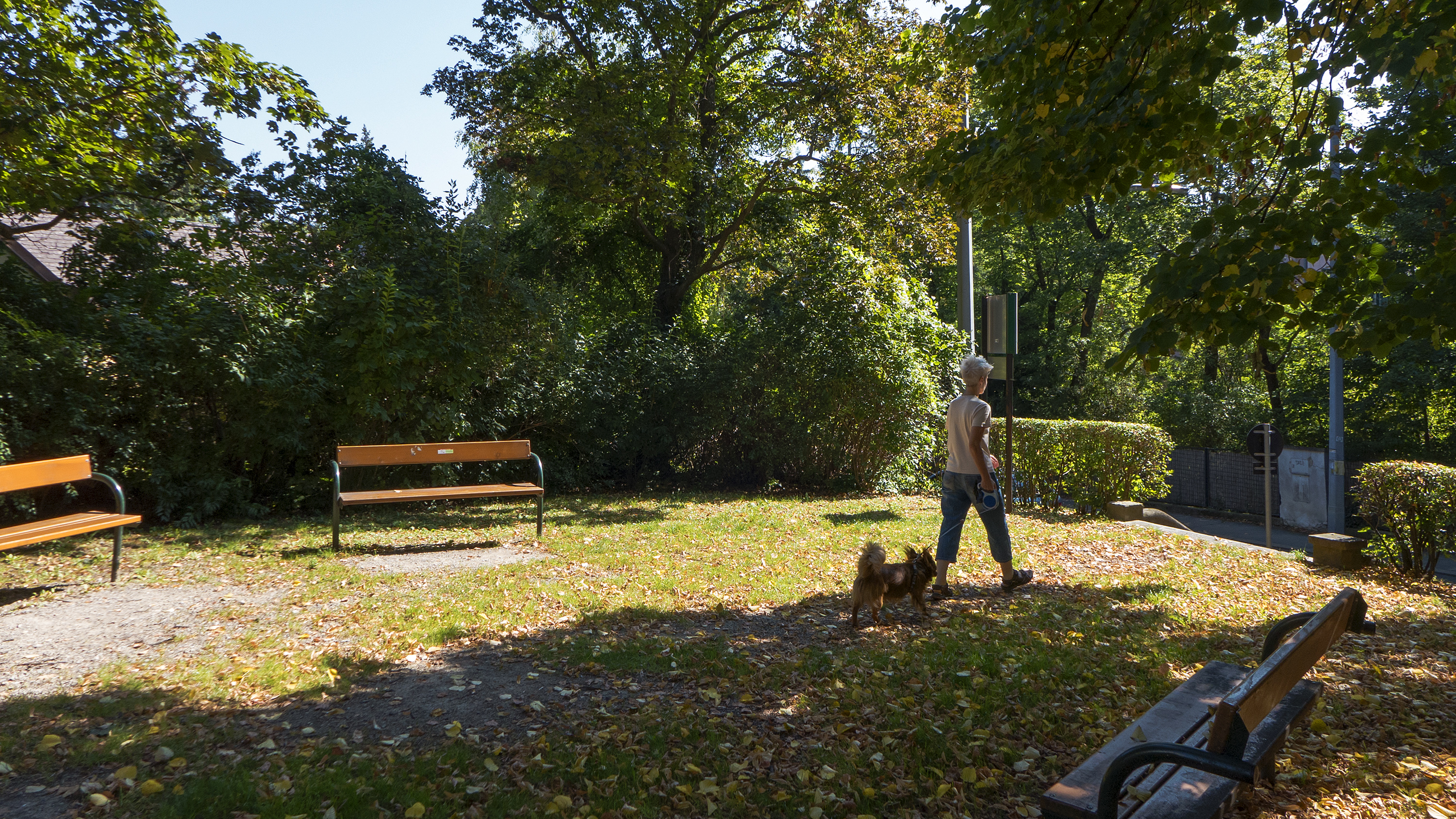
Der Maurer Schubertpark

Der Maurer Schubertpark ist ein ca. 440 m² großer Beserlpark in Mauer. Er liegt im Spitz zwischen der Rielgasse und der Kaserngasse. Der Park verfügt über Sitzmöglichkeiten.

## Geschichte

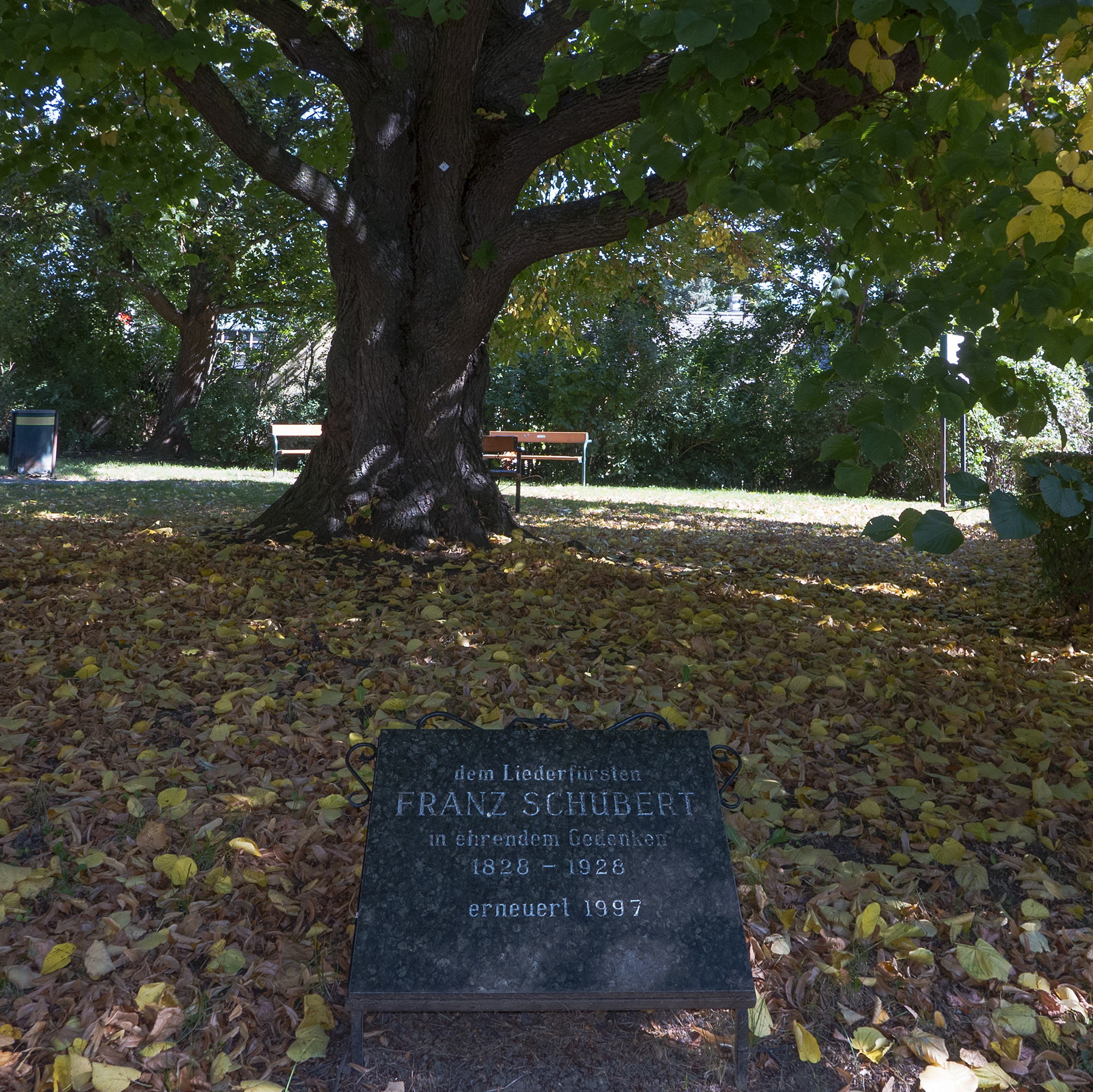
Marmortafel vor der Linde

Der Maurer Schubertpark wurde am 26. November 1927 mit Beschluss des Gemeinderats Mauer angelegt und am 18. November 1928 durch den Gemeinderat Mauer nach dem österreichischen Komponisten Franz Schubert benannt. Am Tag der Benennung wurde durch die Gemeinde Mauer eine Linde gepflanzt. Daran erinnert eine Marmortafel aus Anlass des 100. Todestags des Komponisten.

## Sehenswürdigkeiten

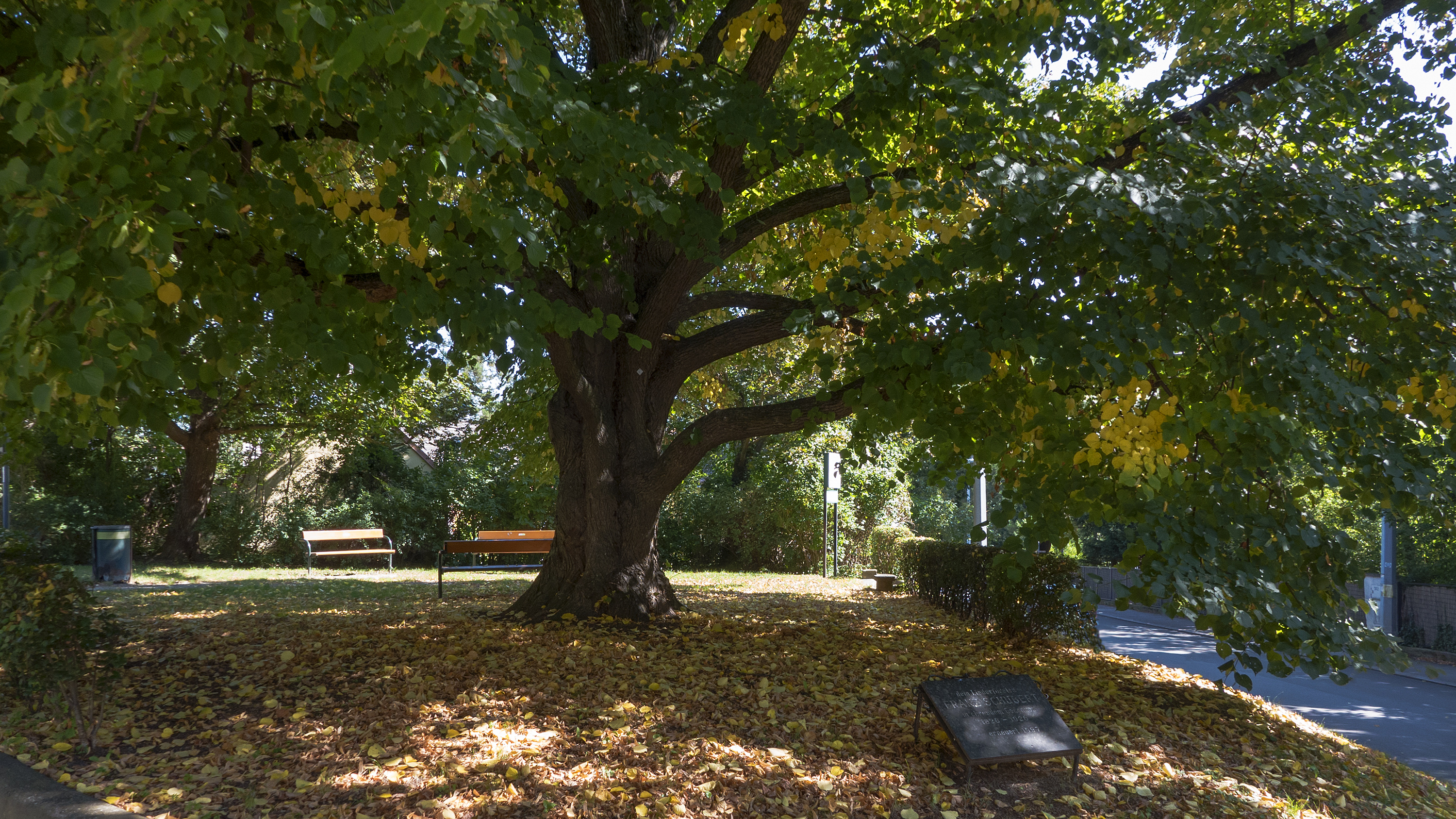
Die Winterlinde, Naturdenkmal 813

Die zu Ehren von Franz Schubert gepflanzte Winterlinde (Tilia cordata) ist als Naturdenkmal 813 seitens der Stadt Wien geschützt.

## Verwechslungsgefahr
Aufgrund des ähnlichen Namens besteht die Möglichkeit den Park mit dem Kalksburger Schubertpark und dem Inzersdorfer Schubertpark, welche beide ebenfalls in Liesing liegen, sowie dem in Wien, Währing befindlichen Währinger Schubertpark zu verwechseln.